# RCW 120
RCW 120 (również Sharpless 2-3 lub Gum 58) – obszar H II oraz mgławica emisyjna znajdująca się w gwiazdozbiorze Skorpiona. Znajduje się w odległości około 4300 lat świetlnych od Ziemi.

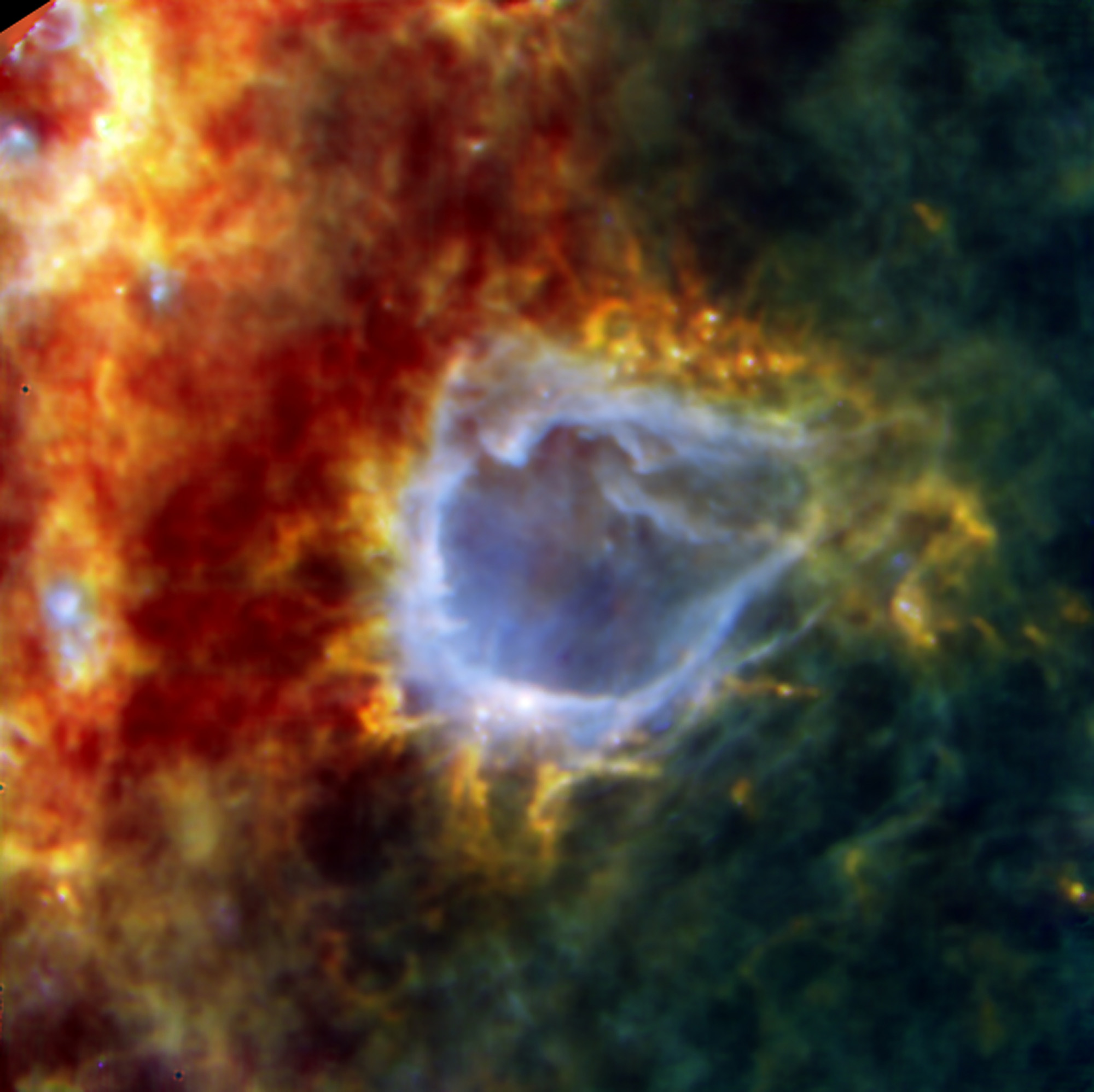
Obszar RCW 120 w podczerwieni (Herschel, ESA)

Na zdjęciach wykonanych przez Obserwatorium Herschela, we wnętrzu obłoku RCW 120 odkryto gwiazdę (typ widmowy O), która za kilkaset tysięcy lat może stać się jedną z najbardziej masywnych i najjaśniejszych gwiazd Drogi Mlecznej. Obecnie protogwiazda ma masę około 8 do 10 M☉. Jednakże ta protogwiazda w dalszym ciągu jest otoczona przez wciąż opadający na nią obłok o masie 2000 Mʘ. Tak masywne gwiazdy są bardzo rzadkie i żyją krótko, obserwacje protogwiazdy w fazie powstawania pozwolą dokładniej przyjrzeć się temu procesowi.